# Neanthes succinea
Espèce
Synonymes
- Nereis succinea Frey & Leuckart, 1847
- Alitta succinea (Leuckart, 1847)

Neanthes succinea est une espèce de vers polychètes errants appartenant à la famille des Nereididae.

## Reproduction
La reproduction des polychètes est souvent synchronisée sur le cycle lunaire, mais on a montré chez Neanthes succinea qu'une brutale augmentation de la température peut induire un comportement de reproduction (à différentes phases du cycle lunaire). Le cycle de reproduction de ces espèces pourraient donc indirectement être affectées par le réchauffement de l'eau (climatique ou via des centrales nucléaires par exemple).